# Morkůvky
Morkůvky (in tedesco Morkuwek) è un comune della Repubblica Ceca facente parte del distretto di Břeclav, in Moravia Meridionale.